# Lu Yanshao
Lu Yanshao (chinesisch 陸儼少 / 陆俨少, Pinyin Lù Yǎnshǎo; * 1909 in Jiading im heutigen Shanghai; † 1993) war ein chinesischer Maler. 

## Biografie
Lu Yanshao genoss eine traditionelle Ausbildung in chinesischer Malerei und war Schüler von Wu Hufan 吴湖帆 (1894–1966) und Feng Chaoran 冯超然 (1894–1968). Er besuchte eine der ersten Kunstschulen Chinas, die „Wuxi Art Academy“ in der Provinz Jiangsu. Sein Studium umfasste unter anderem die Lehre der Siegelschnittkunst und die Methoden der Steinabreibungen, vor allem aber das Kopieren der alten Meister der chinesischen Malerei.
Grundlegend für die traditionelle Ausbildung in chinesischer Malerei ist die Einstellung, dass der Künstler nur aus der Kenntnis der Tradition Neues schaffen kann. Der Maler soll demnach von allen das Beste lernen, um es dann im eigenen Sinn zu einem neuen Ganzen zusammenfügen zu können. Auch Lu Yanshao sah in der Aneignung der Tradition keinen Gegensatz zur Weiterentwicklung der Gegenwartskunst. „Ohne die Grundlagen der Erfindung der Vorgänger und der Kenntnis der Natur kann sich die Malerei genauso wenig weiterentwickeln.“
Lu Yanshao unternahm im Laufe seines Lebens zahlreiche Reisen. Seine Beobachtungen der Natur und die Erlebnisse auf seinen Reisen spiegeln sich in seinen Landschaften wider. In den Jahren 1930 und 1931 reiste er in den Westen zu den Bergen Tianmushan und Huang Shan und in den Norden, um der Enge der heimatlichen Umgebung zu entkommen. In den Jahren 1938 bis 1946 wohnte er mit seiner Familie in Sichuan.
Besonders beeinflusst hat ihn seine Reise auf dem Jangtse 1946. In seiner Biographie schildert Lu Yanshao die Rückkehr in seine Heimat als ein Schlüsselerlebnis. Auf der tagelangen Floßfahrt auf dem Yangzi beobachtete er immer wieder die „fliegenden Wolken, die fließenden Wasser, nicht endende Transformationen“. Dieses Erlebnis führte zu einer stilistischen Veränderung in seinem Werk. Die ausgeprägten Linienführung, die Dominanz der Tusche vor der Farbe, die Technik des fliegenden Weiß (liubai) sind  seitdem seine Merkmale.
Zwischen 1950 und 1980 war die Kunst in der Volksrepublik China geprägt durch die Ziele und Einschränkungen der kommunistischen Kulturpolitik und des sozialen Realismus. In den sogenannten „Yan’an Reden“ legte Mao Zedong die Grundlinien für die Kulturpolitik in Bezug auf Literatur und Kunst fest. Kunst sollte Klassencharakter haben und den breiten Volksmassen dienen. Die Künstler sollten die Aufgabe übernehmen die Arbeiter, Bauern und Soldaten nach sozialistischen Idealen zu erziehen. Kunst sollte dabei einfach und leichtverständlich sein. Mittels der Kunst sollten die Volksmassen aufgerüttelt und in Begeisterung versetzt werden. Motive sollten den Interessen der Massen entsprechen und zum Beispiel das Leben des Volkes darstellen. Gleichzeitig sollten die Künstler auch von dem Volk lernen. „Nur wer ein Vertreter der Massen ist, kann sie erziehen, nur wenn er zum Schüler der Massen wird, kann er ihr Lehrer werden.“
In Folge dieser Kulturpolitik wurde in den ersten Jahren der Volksrepublik China die traditionelle chinesische Malerei systematisch durch Kunst ersetzt, die für die Gesellschaft von nutzen sein sollte. In den frühen 50er Jahren waren vor allem sozialistische Neujahrsbilder sowie Bildergeschichten gefragt. Die traditionelle Malerei mit Tusche galt als rückständig. Auch Lu Yanshao arbeitet in den 50er Jahren als Lianhuanhua Maler. Während der „Kampagne gegen Rechtsabweichler“ 1957 wurden harte Repressionsmaßnahmen eingesetzt und Maler verfolgt. Auch Lu Yanshao wurde im Zuge dieser Kampagne als Rechtsabweichler eingestuft.
In den späten fünfziger Jahren konnten die traditionell geschulten Maler, die in den ersten Jahren der Volksrepublik China marginalisiert worden waren, durch die Unterstützung Zhou Enlais zunächst wieder tätig werden. In einigen Städten wurden Institute zur Bewahrung der chinesischen Malerei gegründet. Maler wie Pan Tianshou 潘天壽 (1897–1971) oder He Tianjian 贺天健 (1890–1977) malten weiterhin mit Pinsel und Tusche, jedoch in zeitgemäßen Großformat und mit moderner Ikonographie. Lu Yanshao verlagerte sein Studium der alten Maler auf modernere Maler wie Shi Tao 石濤 (1641–1707), den er in vielen seiner in der Zeit entstandenen Bilder rezipierte. 1962 kam Lu Yanshao auf Einladung von Pan Tianshou an der Zhejiang Academy of Fine Arts, wo er dort traditionelle Malerei lehrte. Zu dieser Zeit entstand seine Arbeit zu Gedichten von Du Fu 杜甫 (712–770). Es handelte sich dabei um Hunderte von Albenblättern.
In den Jahren der Kulturrevolution zwischen 1966 und 1976 verschärfte sich das Klima für die Künstler wieder. Unpolitische Kunstformen waren nun vollkommen unmöglich. In den späten 60er Jahren mussten die Maler Bilder zur Verstärkung des Mao-Kultes liefern. Thema der 70er Jahre war die Glorifikation des Beitrags der arbeitenden Gesellschaft, dargestellt auf Höfen und Fabriken. Lu Yanshao’s Arbeiten zu den Gedichten von Du Fu wurden während der Kulturrevolution konfisziert. Über die Hälfte der Blätter verschwand. Wie viele andere Maler, die weiterhin traditionelle Themen der chinesischen Malerei malen wollten, verarbeitete auch Lu Yanshao in seinen Werken politisch gängige Symbole, wie den roten Himmel oder rote Sonnen. Viele Maler illustrierten auch Verse von Maos Gedichten und fanden so die Möglichkeit, traditionelle Landschaften zu malen. Auch Lu Yanshao malte 1966 eine Serie von sechs Landschaftsmalereien zu den Versen des Vorsitzenden Mao.
Erst in den 1980er Jahren konnte Lu Yanshao sich wieder ohne Einschränkungen der Landschaftsmalerei widmen. In dieser Zeit entstanden einige seiner besten Bilder wie zum Beispiel das Bild „Reise durch die Schlucht“.
Seine Werke befinden sich in den Sammlungen vom Museum of Fine Arts, Boston, das Metropolitan Museum of Art in New York und die Art Gallery of Greater Victoria in British Columbia. Seine Werke werden auf Auktionen zu hohen Preisen versteigert.